# Sinédoque
A sinédoque (do latim synecdŏche, por sua vez do grego συνεκδοχή, derivado de συνεκδέχομαι «compreender várias coisas conjuntamente») é uma figura de linguagem, similar à metonímia e, às vezes, considerada apenas uma variação desta. 
Consiste na atribuição da parte pelo todo (pars pro toto), ou do todo pela parte (totum pro parte): "Moscou não caiu às mãos dos alemães", o singular pelo plural ("Quando o Gama chegou à Índia"), o autor pela obra ("Estou a estudar Pessoa"), a capital pelo governo do país ("Washington decidiu enviar tropas para o Iraque"), uma peça de vestuário pela pessoa que o usa ("Um vestido negro surgiu pela porta"), etc. Na verdade trata-se da inclusão ou contiguidade semântica existente entre dois nomes e que permite a substituição de um pelo outro. Na literatura, abundam sinédoques com fins estéticos de provocar o inusitado nas expressões escolhidas.

## Exemplos
- "Ficou sem teto" — o teto representa a casa inteira.
- "Vós, ó novo temor da Maura lança" — refere-se não a uma só lança, mas a todo exército mouro (a lança era uma das armas usadas) (Luís de Camões, Os Lusíadas, I, 6).
- "Que da Ocidental praia Lusitana" — para designar Portugal (Camões, Os Lusíadas, I, 1).
- "Mas já o Príncipe Afonso aparelhava / O Lusitano exército ditoso / Contra o Mouro que as terras habitava" — para designar os exércitos mouros (Camões, Os Lusíadas, III, 42).
- "Depois, na costa da Índia, andando cheia / De lenhos inimigos e artifícios" — para designar os navios (Camões, Os Lusíadas, III, 42).

Causa pelo efeito
Sócrates tomou as mortes (o efeito é a morte, a causa é o veneno).
Sou alérgica a cigarro (o cigarro é a causa: a fumaça, o efeito. Podemos ser alérgicos à fumaça, mas não ao cigarro).
Marca pelo produto
O meu irmãozinho adora danone (Danone é a marca de um iogurte; o menino gosta de iogurte).
Traga-me os cotonetes (Cotonetes é uma marca e um de seus produtos é a haste flexível com pontas de algodão; pediam-se hastes flexíveis com pontas de algodão).
Traga-me um bombril (Bombril é a marca de um esponja de aço; pedia-se uma esponja de aço).
Quero tomar um copo de Nescau (Nescau é uma marca de achocolatado em pó; pediam-se achocolatado em pó com leite).
Autor pela obra
Lemos Machado de Assis por interesse. Ninguém, na verdade, lê o autor, mas as obras dele em geral.
Adoro ler Clarice Lispector, ouvir Chico Buarque e assistir a Almodóvar. (Adoro ler romances de Clarice Lispector, ouvir músicas de Chico Buarque e assistir a filmes de Almodóvar).
Continente pelo conteúdo
Bebeu um copo de água. Ninguém "bebe" um copo, mas sim a bebida que está nele.
Beberam apenas uma taça de champanhe. Ninguém "bebe" uma taça, mas sim a bebida que está nela.
Possuidor pelo possuído
Ir ao barbeiro. O barbeiro trabalha na barbearia, aonde se vai — de fato, ninguém vai a uma pessoa, mas ao local onde ela está.
Matéria pelo objeto
Quem com ferro fere, com ferro será ferido. Ferro substitui, aqui, espada, por exemplo.
O abstrato pelo concreto
A juventude é corajosa e nem sempre consequente. Juventude pela palavra ‘jovens’.
A coisa pela sua representação (sinal pela coisa significada)
És minha âncora. Em substituição de "segurança".
Instituição pelo que representa
A igreja publicou seu novo livro. Quem publica é uma editora ou autor.
Causa primária pela secundária
O engenheiro construiu mal o edifício.  O engenheiro não constrói, só planeja.
O inventor pelo invento
Ele comprou um Ford. Observe que estamos falando do criador, não da marca.
O concreto pelo abstrato (e vice-versa)
A velhice deve ser respeitada. Não é a velhice, e sim os idosos.
Gênero pela espécie
Os mortais são capazes de tudo.  Aqui, ‘mortais’ refere-se apenas aos seres humanos.
O singular pelo plural (e vice-versa)
O brasileiro é um apaixonado pelo futebol.  Não é só um brasileiro, e sim todos eles.
A matéria pelo objeto
Tirem os cristais. Não estamos nos referindo aos cristais e sim aos copos.
A forma pela matéria
Ele cuida com carinho da redonda. Por redonda entende-se bola.
Indivíduo pelas classes
Odiava ser o Judas da sala (aqui, Judas refere-se ao traidor, dedo-duro).